# Retzow
Retzow ist eine Gemeinde im Landkreis Havelland in Brandenburg (Deutschland). Sie gehört zum Amt Friesack mit Sitz in der Stadt Friesack.

## Geografie
Retzow liegt etwa 13 Kilometer westlich von Nauen und 23 Kilometer östlich von Rathenow im Havelländischen Luch und am Nordrand der Ribbecker Heide.

## Gemeindegliederung
Retzow hat keine amtlich ausgewiesenen Ortsteile, bewohnten Gemeindeteile oder Wohnplätze.

## Geschichte
Retzow, im Jahre 1289 noch Vresowa geschrieben, wird slawischem Ursprung zugeordnet.
Die erste nachweisliche schriftliche Erwähnung von Retzow stammt vom 17. Februar 1269 als Rizzowe. Bei Moritz Wilhelm Heffter 1840 wird die Erwähnung Rizzowe dem »Dorfe Riez« zugeordnet, was jedoch andere Werke widerlegen. Bei der bei Heffter erwähnten Urkunde (Copiar. antiq. p. 35 sq.) handelt es sich jedoch um die Urkunde, welche dem Domstiftsarchiv Brandenburg in zwei verschiedenen Ausführungen vorliegt. Die erste Urkunde vom 17. Februar 1269 findet man im Codex diplomaticus Brandenburgensis – Teil 1, Band 8 und die zweite Ausführung (U. 653) enthält neben der Erwähnung der Pfarre des Dorfes Retzow (Rizzowe) noch die Erwähnung der Filiale Pessin und Selbelang (Selewelanc).
Die gleichnamige Familie von Retzow hatte mindestens von 1375 bis 1791/1794 Besitzungen im Ort. Im geschichtlichen Verlauf entstanden weitere Güter in Retzow. So vermag es die Familie von Sehlen anteilig im Ort Besitztum gebildet zu haben, etwa von 1450 bis 1620. Aus dem Konkurs des Friedrich von Sehlen erstand dann Christoph von Kröcher den Besitz, konnte den aber auch nicht lange halten und führte für 4450 Taler einen Rückkauf an Joachim von Sehlen durch. Von 1660 bis 1776 hielt die Familie von Fahrenholz in Retzow. Die Nachfolgeschaft trat bald die alte Familie von Bredow an. Ihr erster Vertreter scheint offiziell der Leutnant Filip Heinrich Ludwig Karl von Bredow-Haage (1781–1827) gewesen zu sein. Ihm folgte sein jüngerer Bruder Lippold Friedemann von Bredow, Hauptmann a. D. auf Haage und Retzow. Nähere Daten liegen nicht vor, welche Teile von Retzow konkret übernommen wurden. Der Landwehr-Offizier war verheiratet mit Charlotte du Trossel und vererbte Haage und Retzow dem dritten Sohn Maximillian (Max) von Bredow (1816–1883).
Retzow gehörte politisch schon seit 1817 zum Kreis Westhavelland in der preußischen Provinz Brandenburg. Um 1880 existierten insgesamt vier Rittergüter am Ort. Anteile von Retzow I, die Rittergüter III und IV besaß die Familie von Erxleben-Selbelang. Das Generaladressbuch des brandenburgischen Gutsbesitz gibt in der Gesamtheit dazu 722 ha an. Ein Anteil des Rittergutes Retzow II mit 480 ha gehörte dem oben genannten Max von Bredow. Ausgangs des 19. Jahrhunderts fiel Retzow dem Landrat Ernst von Bredow (1834–1900) auf Buschow zu, der das Gut seinem gleichnamigen Sohn Ernst (1865–1909) übergab. Ernst jun. von Bredow war verheiratet mit Maria von Ohlen und Adlerscron. Beide hinterließen als Zeichen des Patronats ihr Wappen im Gutshaus. Um 1930 war ihr Sohn Wolf von Bredow Eigentümer vom Rittergut Retzow II A mit 481 ha. Im Ort sind noch Güter von Friedrich Bree mit 103 ha, A. Buge mit 138 ha sowie Albert Krause mit 89 ha. Bredow lebte nach dem Krieg mit seiner Familie in Niedersachsen.
Ab 1952 gehörte die Ortschaft zum Kreis Nauen im DDR-Bezirk Potsdam. Seit 1993 liegt die Gemeinde im brandenburgischen Landkreis Havelland.

## Bevölkerungsentwicklung
| Jahr | Einwohner |
| ---- | --------- |
| 1875 | 537       |
| 1890 | 540       |
| 1910 | 562       |
| 1925 | 642       |
| 1933 | 573       |
| 1939 | 503       |

| Jahr | Einwohner |
| ---- | --------- |
| 1946 | 1000      |
| 1950 | 0966      |
| 1964 | 0696      |
| 1971 | 0675      |
| 1981 | 0554      |
| 1985 | 0573      |

| Jahr | Einwohner |
| ---- | --------- |
| 1990 | 563       |
| 1995 | 588       |
| 2000 | 586       |
| 2005 | 585       |
| 2010 | 568       |
| 2015 | 518       |

| Jahr | Einwohner |
| ---- | --------- |
| 2020 | 521       |
| 2021 | 521       |
| 2022 | 511       |
| 2023 | 499       |
| 2024 | 516       |

 Gebietsstand des jeweiligen Jahres, Einwohnerzahl: Stand 31. Dezember (ab 1991) ab 2011 auf Basis des Zensus 2011, ab 2022 auf Basis des Zensus 2022

## Politik

### Gemeindevertretung
Die Gemeindevertretung von Retzow besteht aus acht Gemeindevertretern und dem ehrenamtlichen Bürgermeister. Die Kommunalwahl am 26. Mai 2019 führte zu folgendem Ergebnis:
| Wählergruppe                 | Stimmenanteil | Sitze |
| ---------------------------- | ------------- | ----- |
| Ländliche Wählergemeinschaft | 100 %         | 8     |

### Bürgermeister
- 1998–2003: Walter Runge (SPD)[18]
- 2003–2021: Heinrich Stumpp (Ländliche Wählergemeinschaft)[19]
- 2021–2022: Achim Doberenz[20]
- seit 2022: Christian Link[21]

Bei der Bürgermeisterwahl am 9. Juni 2024 wurde Link ohne Gegenkandidat mit 92,2 % der gültigen Stimmen für eine weitere Amtsperiode von fünf Jahren gewählt.

### Wappen
| Wappen von Retzow | Blasonierung: „In Silber ein schreitender, hersehender roter Luchs über einem schrägrechten, zweifach blau gepfropften roten Schildfuß.“ |
| Wappen von Retzow | Wappenbegründung: Das Wappen knüpft mit seiner Symbolik an den Ortsnamen an. Aus der altpolabische Grundform Rys'ov leitet sich die Begrifflichkeit „Ort eines Rys“ oder „Ort, wo Luchse vorkommen“ ab. Wird ein Personenname angenommen, leitet der sich von rys = Luchs ab (vgl. altpolnischer Personenname Rys, alttschechisch Rys oder altrussischer Personenname Rysik). In den slawischen Sprachen ist dieser Wortstamm noch heute zu finden (Luchs = pысь/ru., Ryś/poln., pись/uk, Pис/bul.). Weiterhin haben die von „rys“ abgeleiteten Adjektive auch die Bedeutung sorbisch rysy = fuchsrot, tschechisch rysý = rötlich. *) Aus dieser Herleitung erklärt sich das Wappen von Retzow mit dem Symbol eines Luchses, der in Rot auf silbernem Schild geführt wird – neben der namensgeschichtlichen Übereinstimmung zugleich traditionelle brandenburgische Farben. Eine Besonderheit ist die Geografie der Gemeinde, die sich durch eine kontinuierliche Steigung/Gefälle (über 8 Meter) auszeichnet; zudem besitzt der Ort zwei Teiche, die Zufluss und Abfluss haben. Aus diesem Grund wurde der Schildfuß rechtsgeschrägt und zweifach blau gepfropft. Die sogenannten Pfropfungen stehen symbolisch für die beiden Teiche von Retzow. Die Farben der Gemeinde sind: Rot-Weiß Das Wappen wurde vom Heraldiker Jörg Mantzsch gestaltet und am 15. April 2014 vom Brandenburgischen Landeshauptarchiv zustimmend begutachtet. |

### Flagge
Die Flagge ist Rot-Weiß (1:1) gestreift und mittig mit dem Gemeindewappen belegt.

## Sehenswürdigkeiten
In der Liste der Baudenkmale in Retzow stehen die in der Denkmalliste des Landes Brandenburg eingetragenen Baudenkmale.
- Spätgotische Dorfkirche Retzow, ein um 1500 in zwei Abschnitten entstandener Backsteinbau
- Bredowsches Gutshaus, im Landhausstil erbaut

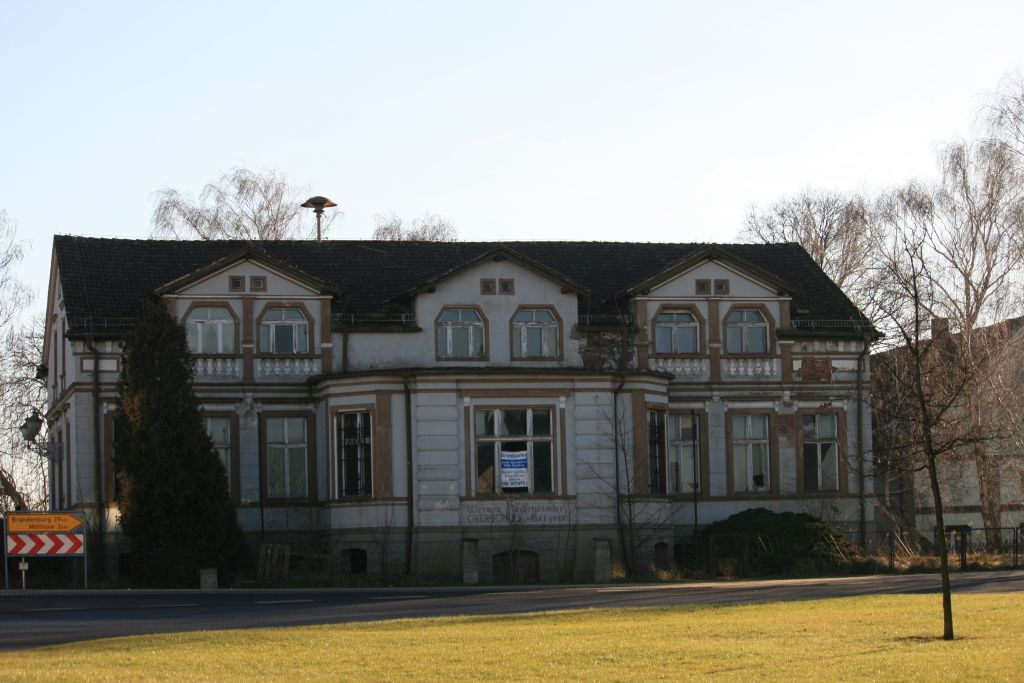
Gutshaus derer von Bredow

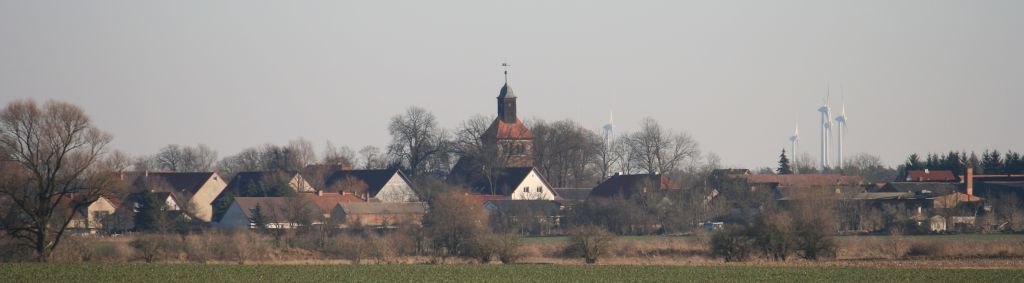
Blick auf Retzow

Das heutige „herrschaftliche Wohnhaus“ wurde 1870 als Neubau anstelle des Vorgängerhauses vom Landrat des Landkreises Westhavelland genehmigt.
Das Herrenhaus wurde in der Tradition des spätklassizistischen Baustils als schlichter zweigeschossiger Putzbau mit Satteldach errichtet.
Im Zeitraum von 1900 bis 1909 ließ der damalige Besitzer Ernst von Bredow (1865–1909) das Haus an der Straßenfront in Stilformen des Historismus mit neobarocken Elementen erweitern. Die Mitte der Fassade erhielt einen turmartigen Vorbau mit genutetem Sockel, der sich über zwei Geschosse erstreckte und seinen krönenden Abschluss in einem überdimensionierten Helm mit Laterne fand.
In den Folgejahren verwandelte sich das Herrenhaus erneut, und zwar in seiner baulichen Struktur und seiner Nutzung. So wurde der turmartige Vorbau mit seinem Dachaufbau entfernt und erhielt somit annähernd seine Ursprungsform aus dem Jahre 1870 zurück. Seine Nutzung änderte sich vom Wohn- zum Schulhaus, heute schläft es einen Dornröschenschlaf und wartet auf seine Weiternutzung.

## Verkehr
Durch das Gemeindegebiet verläuft die Landesstraße 99 zwischen der Bundesstraße 5 und Brandenburg an der Havel.
Die nächstgelegenen Bahnhöfe sind Paulinenaue an der Bahnstrecke Berlin–Hamburg (Regional-Express-Linie RE 2 Wismar–Berlin–Cottbus) und Buschow an der Bahnstrecke Berlin–Stendal (RE 4 Rathenow–Berlin–Jüterbog).
Vom 20. September 1901 bis zum 1. April 1961 war Retzow ein Haltepunkt an der Kreisbahn Rathenow-Senzke-Nauen.